# Манхэттен-Хилл
Манхэттен-Хилл (Manhattan Hill, 曼克頓山) — высотный жилой комплекс, расположенный в Гонконге, в округе Самсёйпоу. Построен в 2006 году в стиле модернизма по проекту компании Ronald Lu & Partners на месте бывшего автопарка компании Kowloon Motor Bus. Девелопером небоскрёба является компания Sun Hung Kai Properties. 
Комплекс состоит из четырёх башен — 51-этажной Manhattan Hill 1-2 высотой 170 метров и трёх 49-этажных башен Manhattan Hill 3, Manhattan Hill 5 и Manhattan Hill 6 высотой 163 метра (согласно другим источникам, высота всех четырёх башен составляет 198 метров). В состав комплекса входят 1100 квартир, паркинг и торговые помещения подиума. 